# Leonardo (football, 1985)
Pour les articles homonymes, voir Leonardo.
Leonardo de Jesus Geraldo dit Leonardo né le 4 août 1985, est un footballeur brésilien. Il joue au poste de latéral gauche.

## Biographie
Leonardo commence le football à 18 ans au Brésil dans le club de Portuguesa où il reste cinq saisons pour jouer principalement en deuxième division brésilienne. Il se fait remarquer en Europe et plus particulièrement en Grèce, l'Olympiakos Le Pirée le transfère pour une somme de 1,4M€ en janvier 2008.
Il fait son premier match sous ses nouvelles couleurs le 10 février 2008 contre Paniónios GSS (4-0) en rentrant à la 59e minute à la place de l'argentin Cristian Raúl Ledesma. Il découvre même la Ligue des Champions en huitième de finale contre les Anglais de Chelsea FC en rentrant en jeu lors des deux matchs. 
Dès sa première saison en 2008, il remporte le titre de Champion de Grèce en jouant 11 matchs en six mois. La seconde saison, il récidive avec son club en remportant son deuxième titre mais il joue peu seulement 8 matchs sur toute la saison.
Sa troisième saison est meilleure et la plus prolifique en termes de buts il marque 4 buts dont un but décisif en Ligue des Champions en groupe contre Arsenal FC (1-0). En juillet 2010, il est prêté au club brésilien de l'Internacional.
Lors de l'été 2011, il revient à l'Olympiakos Le Pirée, mais est écarté de l'équipe. Il signe alors au PAOK Salonique au mois de septembre.

## Palmarès
- Olympiakos Le Pirée
  - Championnat de Grèce
    - Vainqueur : 2008 et 2009.

## Statistique
| Saison      | Club                | Pays               | Championnat        | Coupes nationales | Coupe d'Europe         | Sélection Brésil |
| ----------- | ------------------- | ------------------ | ------------------ | ----------------- | ---------------------- | ---------------- |
| 2006        | Portuguesa          | Série B            | 23 matchs / 1 but  | -                 | -                      | -                |
| 2007        | Portuguesa          | Série B            | 35 matchs / 2 buts | -                 | -                      | -                |
| 2007 - 2008 | Olympiakos Le Pirée | Superleague Ellàda | 11 matchs          | -                 | 2 matchs (C1)          | -                |
| 2008 - 2009 | Olympiakos Le Pirée | Superleague Ellàda | 8 matchs           | 2 matchs          | 2 + 1 matchs (C1 + C3) | -                |
| 2009 - 2010 | Olympiakos Le Pirée | Superleague Ellàda | 22 matchs / 2 buts | -                 | 8 matchs / 2 buts (C1) | -                |
| 2010        | Internacional       | Série A            | 3 matchs           | -                 | -                      | -                |
| 2011        | Internacional       | Série A            | -                  | -                 | -                      | -                |
| 2011 - 2012 | PAOK Salonique      | Superleague Ellàda | -                  | -                 | -                      | -                |

Dernière mise à jour le 12 septembre 2011

## Référence
1. ↑  « Fiche de Leonardo », sur footballdatabase.eu